# Stojan Pelko
Stojan Pelko, slovenski filozof, sociolog. prevajalec in politik, * 27. september 1964, Novo mesto.
Bil je državni sekretar na kulturnem ministrstvu. Sedaj dela na Kosovu.
Na državnozborskih volitvah leta 2011 je kandidiral na listi Pozitivne Slovenije. Kasneje je sodeloval z Alenko Bratušek: Po novem sodeluje s Cerarjem ter njegovo stranko.